# 100 de lei
100 de lei este un film psihologic românesc din 1973 regizat de Mircea Săucan după un scenariu de Horia Lovinescu. În rolurile principale joacă actorii Dan Nuțu și Ion Dichiseanu.

## Rezumat
Din cauză că nu se mai înțelege cu părinții săi, tânărul Petre (Dan Nuțu) se mută la fratele său mai mare, Andrei (Ion Dichiseanu), care este un actor de succes. Petre se împrietenește cu Dora (Ileana Popovici), o fată care-l admiră pe fratele său. Când Andrei începe să-i dea atenție Dorei, Petre pleacă simțindu-se trădat, refuzând până și bancnota de o sută de lei pe care el i-o dăduse. 

## Distribuție
- Dan Nuțu — Petre, un tânăr pierde-vară căzut la examenul de admitere de la Facultatea de Arhitectură, fiul unui funcționar poștal
- Ion Dichiseanu — Andrei Pantea, un actor bucureștean de succes, fratele vitreg al lui Petre
- Ileana Popovici — Dora, o tânără admiratoare a lui Andrei, iubita pentru scurtă vreme a lui Petre
- Violeta Andrei — Maria, actriță, colega de teatru a lui Andrei
- Elena Bodeanu — Laura, studentă la actorie, verișoara lui Petre
- Ernest Maftei — martorul accidentului (doar în versiunea cenzurată, nemenționat)
- Emanuel Valeriu — reporterul TV (nemenționat)

## Primire
Filmul a fost vizionat de 856.348 de spectatori în cinematografele din România, după cum atestă o situație a numărului de spectatori înregistrat de filmele românești de la data premierei și până la data de 31 decembrie 2014 alcătuită de Centrul Național al Cinematografiei.
Călin Stănculescu scria în România liberă din 9 iunie 1994: „Realizat după un scenariu semnat de Horia Lovinescu, filmul 100 de lei a indispus destul de mult cenzura epocii, care a pretins modificări substanțiale filmului realizat de Mircea Săucan. Autor profund original, Mircea Săucan aducea în cinematografia română din anii '70 nu doar ambițiile experimentalismului, ci și întrebările mult mai profunde datorate exprimării universului interior al unor personaje frustrate de nobila „generozitate” a societății în care trăiau. De urmărit în acest film jocul extrem de modern al unui mare actor, Dan Nuțu, care a ales și el, de mult, libertatea ca și regizorul Mircea Săucan. În film mai puteți admira pe lon Dichiseanu, Ileana Popovici și Violeta Andrei, toți cu 22 de ani mai tineri.”

## Producție
Filmările au avut loc în vara anului 1972 timp de trei săptămâni. Cheltuielile de producție s-au ridicat la 2.085.000 lei.